# Świerszczaki (podrodzina)
Świerszczaki (Locustellinae) – podrodzina ptaków z rodziny świerszczaków (Locustellinae), licząca ponad 60 gatunków.

## Rozmieszczenie geograficzne
Podrodzina obejmuje gatunki występujące w Eurazji, Afryce i Australazji.

## Systematyka
Do podrodziny zalicza się następujące rodzaje:
- Helopsaltes Alström, Cibois, Irestedt, Zuccon, Gelang, Fjeldså, Andersen, Moyle, Pasquet & Olsson, 2018
- Locustella Kaup, 1829
- Poodytes Cabanis, 1851
- Malia Schlegel, 1880 – jedynym przedstawicielem jest Malia grata Schlegel, 1880 – malia
- Cincloramphus Gould, 1838
- Elaphrornis Legge, 1879 – jedynym przedstawicielem jest Elaphrornis palliseri (Blyth, 1851) – dąbczak
- Catriscus Cabanis, 1851 – jedynym przedstawicielem jest Catriscus brevirostris (Sundevall, 1850) – pokrzewik wachlarzowaty
- Schoenicola Blyth, 1844
- Megalurus Horsfield, 1821 – jedynym przedstawicielem jest Megalurus palustris Horsfield, 1821 – zwisogonek
- Bradypterus Swainson, 1837